# Virus des taches annulaires nécrotiques des Prunus
Ilarvirus PNRSV
Espèce
Synonymes
- Danish plum line pattern virus (ICTV, 1991)
- Cherry rugose virus (ICTV, 1991)
- Prunus necrotic ringspot virus (ICTV, 1976)
- Hop virus C (ICTV, 1976)
- Cherry rugose mosaic virus (ICTV, 1976)
- European plum line pattern virus
- Hop B virus
- Hop C virus
- Peach ringspot virus
- Plum line pattern virus
- Prunus ringspot virus
- Red currant necrotic ringspot virus
- Rose chlorotic mottle virus
- Rose line pattern virus
- Rose vein banding virus
- Rose yellow vein mosaic virus

Le virus des taches annulaires nécrotiques des Prunus (PNRSV, Prunus necrotic ringspot virus), nom scientifique Ilarvirus PNRSV, est une espèce de phytovirus du genre Ilarvirus (famille des Bromoviridae) à répartition cosmopolite. Ce virus a été initialement décrit par Cochran & Hutchins en 1941 sous le nom de Peach dwarf virus (DPV, virus du nanisme du pêcher).
Ce virus provoque des maladies de taches annulaires chez les espèces de plantes du genre  Prunus , ainsi que chez d'autres espèces, notamment dans le genre Rosa sp. (rosiers), ainsi que chez le houblon (Humulus lupulus),. Le PNRSV a une distribution mondiale dans les régions tempérées du fait de sa transmission facile par les méthodes de propagation des plantes et par les graines infectées. Le PNRSV a plusieurs synonymes, notamment European plum line pattern virus, Hop B virus, Hop C virus, Plum line pattern virus, Sour cherry necrotic ringspot virus et Peach ringspot virus